# القلعه الخصبه
القلعه الخصبه (به عربی: القلعة الخصبة) یک منطقهٔ مسکونی در تونس است که در استان کاف واقع شده‌است. القلعه الخصبه ۲٬۵۵۸ نفر جمعیت دارد.